# Gengbu
Gengbu är en socken i Kina. Den ligger i provinsen Sichuan, i den sydvästra delen av landet, omkring 370 kilometer söder om provinshuvudstaden Chengdu. Antalet invånare är 3 726. Befolkningen består av 1 795 kvinnor och 1 931 män. Barn under 15 år utgör 40 %, vuxna 15-64 år 56 %, och äldre över 65 år 3,0 %.
Genomsnittlig årsnederbörd är 1 022 millimeter. Den regnigaste månaden är juli, med i genomsnitt 230 mm nederbörd, och den torraste är december, med 5 mm nederbörd.